# Colonia Bulgară, Timiș
Colonia Bulgară (bulgară bănățeană: Telepa, germană Bulgarische Kolonie, maghiară Bulgartelep) este un sat în comuna Dudeștii Vechi din județul Timiș, Banat, România. Se situează în extremitatea vestică a României, aproape de granița cu Ungaria și Serbia.

## Istorie
Colonia Bulgară a fost întemeiată la începutul anului 1845, cu bulgari bănățeni romano-catolici, veniți din satul bulgăresc Beșenova Veche (Dudeștii Vechi). La început s-a numit Telepa. Motivele pentru care s-au stabilit aici au fost două: pe de-o parte, proprietarii de terenuri maghairi aveau nevoie de forță de muncă pentru plantațiile de tutun și ca atare i-au stimulat pe bulgarii din Beșenova Veche să lucreze pentru ei. Pe de altă parte, în comunitatea bulgară tradiția face ca primul urmaș să primească întreaga avere. Astfel, familiile cu mai mulți urmași s-au orientat spre noi proprietăți. 
O capelă catolică a fost construită în 1852, iar biserica actuală în 1912. Școala s-a construit în 1904. Pâna la unirea Banatului cu România, administrația maghiară a numit satul Bolgartelep, adică "colonia bulgară", nume tradus apoi de administrația românească. Tot în această perioadă, au început să se stabilească tot mai mulți maghiari și în mai mică măsură, germani. Spre sfârșitul perioadei interbelice, bulgarii îi depășeau la număr cu puțin pe maghiari. După al doilea război mondial , maghiarii au devenit chiar majoritari. De atunci însă, populația satului a cunoscut însă un declin dramatic.

## Populația
În 1910 avea o populație de 714 bulgari. În 1930, populația era de 830 locuitori, dintre care 353 bulgari, 338 unguri, 123 germani, 13 români și 3 romi.
La recensământul din 2002, satul avea o populație de numai 34 locuitori, dintre care numai 2 bulgari. Statistic, majoritari sunt români (17 locuitori), urmați de maghiari cu 10 persoane, însă scăderea dramatică a populației de toate etniile fac din Colonia Bulgară un sat pe cale de dispariție. Totodată, comunitatea de bulgari - elementul definitoriu, care a întemeiat colonia și a locuit-o pentru mai bine de 150 de ani - nu mai există în prezent.